# Omar Bradley
Omar Nelson Bradley (Clark (Missouri), 12 februari 1893 – New York, 8 april 1981) was een Amerikaans generaal gedurende de Tweede Wereldoorlog in Noord-Afrika en Europa. Hij ontwierp onder meer het plan voor Operatie Cobra.

## Tweede Wereldoorlog
Omar Bradley was commandant van de infanterieschool in Fort Benning toen de Tweede Wereldoorlog uitbrak. Hij voerde het bevel over de Amerikaanse 82e en 83e divisie. In 1943 kreeg hij het opperbevel over het Amerikaanse 2e Legerkorps. In Noord-Afrika veroverden zijn troepen de Tunesische stad Bizerte, waardoor de Duitse en Italiaanse troepen in Tunesië tot capitulatie werden gedwongen. Ook speelde Bradley een belangrijke rol bij de geslaagde landing op Sicilië in 1943.

### Opperbevelhebber 1e Leger en 12e Legergroep

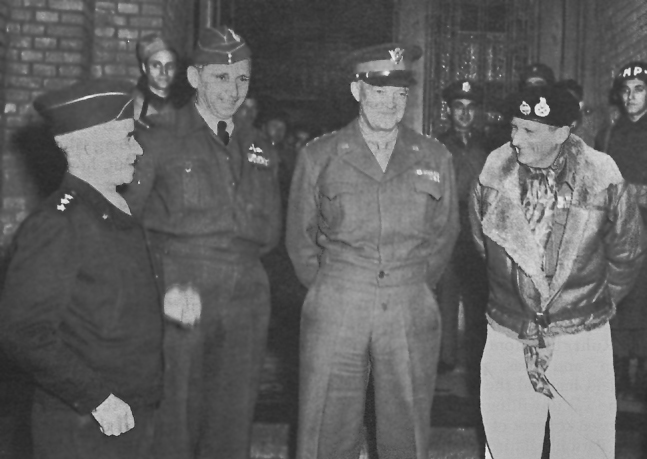
Bradley (links) in Maastricht, 7 dec 1944. Naast hem: Tedder, Eisenhower en Montgomery

In de herfst van 1943 werd Bradley benoemd tot opperbevelhebber van het 1e Amerikaanse Leger. In deze functie was Bradley betrokken bij de voorbereidingen en de landingen in Normandië, die bekend werden onder de codenaam Overlord. Na de succesvolle landing in Normandië, kreeg Bradley het commando over de Amerikaanse 12e Legergroep (een legergroep bestaande uit het 1e, 3e, 9e en 15e Leger). Onder zijn leiding werden delen van Frankrijk en van België, geheel Luxemburg en een groot deel van de Nederlandse provincie Limburg van de Duitse bezetting bevrijd. Het was de legereenheid van Bradley, die in 1945 bij de Elbe het eerste contact maakte met het uit het oosten oprukkende leger van de Russen. De Sovjet-Unie decoreerde Omar Bradley met de hoge Orde van Koetoezov der Ie Klasse.

## Na de oorlog
Na de Tweede Wereldoorlog werd Bradley verantwoordelijk voor de militaire dienst, belast met de pensioenbetalingen aan veteranen. Hij moderniseerde deze organisatie grondig. In februari 1948 volgde Bradley Eisenhower op als stafchef. Hij was in deze functie betrokken bij de opzet van de NAVO. In 1950 werd hij bevorderd tot vijfsterrengeneraal. In 1953 ging Bradley met pensioen.
Omar Bradley overleed in 1981 en werd eervol begraven op de nationale begraafplaats Arlington.

## Familie
Bradley was getrouwd met Esther Dora Kitty Buhler(geboren 23 juli 1922 - overleden 2 februari 2004)

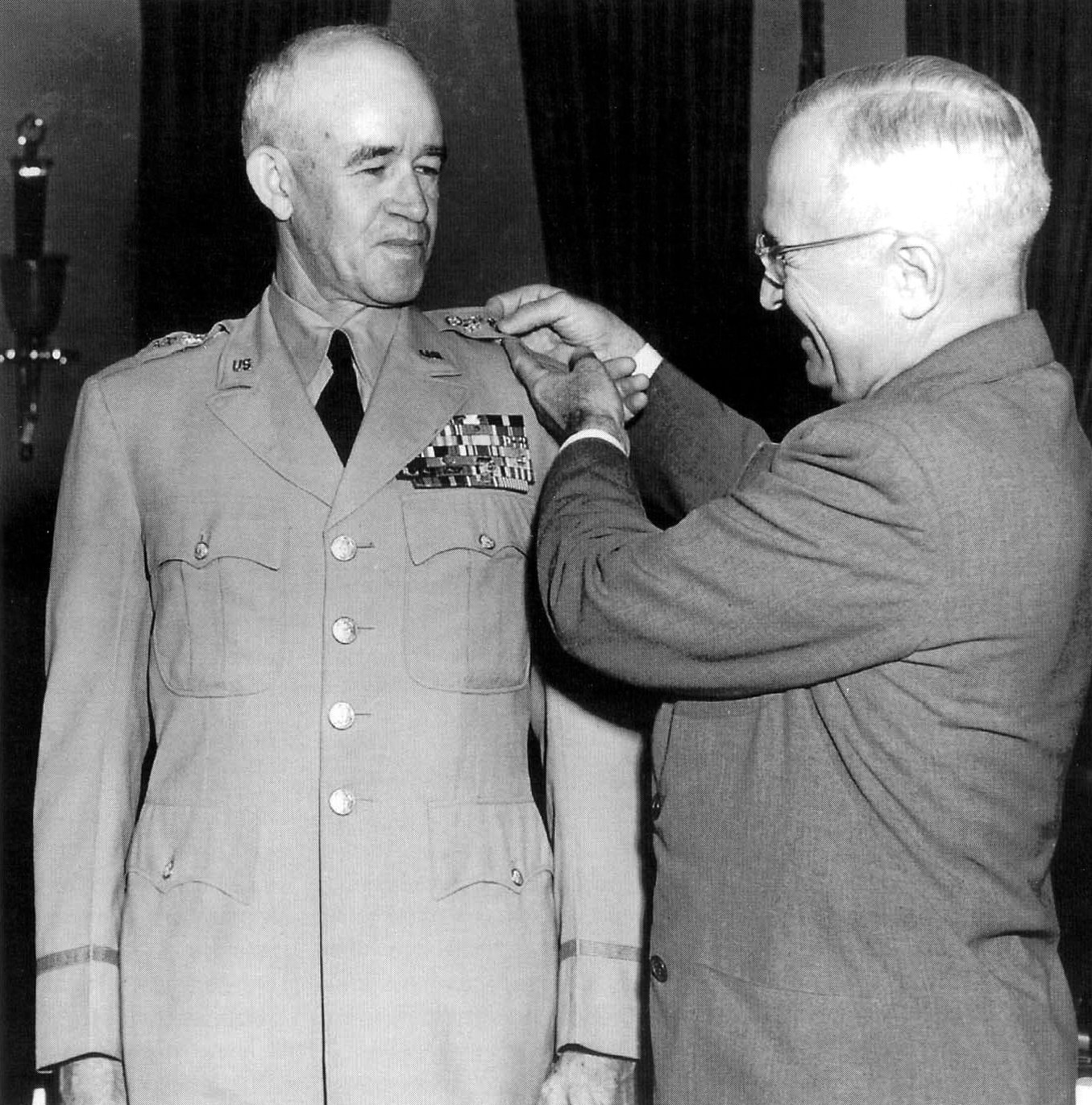
Bradley wordt onderscheiden als vijfsterrengeneraal door president Harry Truman, 22 sept 1950

## Onderscheidingen
- Lijst van onderscheidingen van Omar N. Bradley